# Чапмен Тауншип (округ Снайдер, Пенсільванія)
Чапмен Тауншип (англ. Chapman Township) — селище (англ. township) в США, в окрузі Снайдер штату Пенсільванія. Населення — 1565 осіб (2020).

## Демографія
Згідно з переписом 2010 року, у селищі мешкали 1554 особи в 447 домогосподарствах у складі 364 родин. Було 483 помешкання
Расовий склад населення:
| - 98,5 % — білих - 1,0 % — чорних або афроамериканців - 0,1 % — азіатів |

До двох чи більше рас належало 0,3 %. Частка іспаномовних становила 0,8 % від усіх жителів.
За віковим діапазоном населення розподілялося таким чином: 35,7 % — особи молодші 18 років, 54,2 % — особи у віці 18—64 років, 10,1 % — особи у віці 65 років та старші. Медіана віку мешканця становила 29,0 року. На 100 осіб жіночої статі у селищі припадало 96,2 чоловіків;  на 100 жінок у віці від 18 років та старших — 92,9 чоловіків також старших 18 років.
Середній дохід на одне домашнє господарство  становив 59 546 доларів США (медіана — 50 046), а середній дохід на одну сім'ю — 66 897 доларів (медіана — 53 889). Медіана доходів становила 37 917 доларів для чоловіків та 26 111 долар для жінок. За межею бідності перебувало 10,2 % осіб, у тому числі 10,3 % дітей у віці до 18 років та 20,9 % осіб у віці 65 років та старших.
Цивільне працевлаштоване населення становило 722 особи. Основні галузі зайнятості: виробництво — 27,3 %, роздрібна торгівля — 14,4 %, будівництво — 13,3 %.